# Lucio Licinio Sura
Lucio Licinio Sura  (c. 50 d. C. - 108 d. C.) fue un político y militar romano, que vivió a finales del siglo I y principios del siglo II, y desarrolló su cursus honorum bajo los reinados de Vespasiano, Tito, Domiciano, Nerva, Trajano, y Adriano, y fue amigo personal de estos dos últimos emperadores, y tres veces cónsul.
Según una famosa cita del Epitome de Caesaribus, Trajano le debió a Sura el poder "arrebatar" el trono, y, según la Historia Augusta, poco antes de morir Sura pudo asegurar a Adriano que Trajano le adoptaría como su sucesor en el Imperio.

## Carrera pública
Según la tradición más arraigada, Licinio Sura era probablemente originario de Tarraco. Pero su pertenencia a la tribu Sergia, inexistente en el NE de Hispania, junto con otros argumentos, hacen más probable que fuera italicense, como Trajano y Adriano, ya que Itálica fue una de las escasas ciudades hispanas inscritas en dicha tribus electoral.
Comenzó su cursus honorum bajo Vespasiano como cuestor de la provincia de Acaya. Llegó a ocupar el consulado en tres ocasiones, la primera como suffectus en un año indeterminado de la década de los años 80, probablemente alrededor del año 86. La segunda, ya como consul ordinarius, en el año 102, junto a Lucio Julio Urso Serviano, cuñado de Adriano, y la tercera en el año 107, teniendo esta vez como colega a otro probable bético y gran amigo de Trajano: Quinto Sosio Seneción. Sura murió durante el año siguiente, 108, justamente mientras Adriano desempeñaba su primer consulado sufecto.